# La verdad (serie de televisión argentina)
La verdad fue una serie de televisión de drama y suspenso argentina creada por Paula de Luque y emitida por la TV Pública. La trama gira en torno a un exitoso periodista y su obsesión por desenmascarar la mentira de su mujer quien lo engaña con su mejor amigo, teniendo consecuencias que pasarán los límites para cada uno de ellos. Estuvo protagonizada por Julieta Díaz, Daniel Fanego y Diego Velázquez. La serie tuvo su estreno el martes 14 de julio de 2015 y finalizó el 29 de septiembre del mismo año.

## Sinopsis
Fernando (Daniel Fanego) es un periodista estrella que está acostumbrado a ganar siempre, pero su vida personal se derrumba cuando su mujer lo engaña con su mejor amigo, por lo cual, no soporta el sentimiento de inferioridad y trama un plan del cual podría resultar siendo él mismo su principal víctima.

## Elenco

### Principal
- Julieta Díaz como Ana
- Daniel Fanego como Fernando Noriega
- Diego Velázquez como Daniel Santamarina

### Secundario
- Julieta Vallina como Laura García
- María Laura Cali como Patricia Cáceres
- Héctor Díaz como Víctor Torres
- Malena Villa como Rocío Santamarina
- Willy Prociuk como Esteban
- Walter Jakob como Martín
- Matías Marmorato como Poly
- Juan Leyrado como Julio Fuentes
- Pepe Monje como Ernesto Bedoya

### Participaciones
- Andrea Bonelli como Maricel Delgado
- Marcelo Iaccarino como Carlos Estévez
- Mausi Martínez como Malena
- Germán de Silva como Emilio Sago
- Ricardo Díaz Mourelle como Alberto Alagia
- Mario Pasik como Jorge Gómez
- Marina Bellati como Eugenia
- Ingrid Pelicori como Lucía Andrade
- Fabián Arenillas como Abogado

## Episodios
| N.º | Título        | Dirigido por   | Escrito por    | Fecha de emisión original | Audiencia (millones) |
| --- | ------------- | -------------- | -------------- | ------------------------- | -------------------- |
| 1   | «Episodio 1»  | Paula de Luque | Paula de Luque | 14 de julio de 2015       | 2.2                  |
| 2   | «Episodio 2»  | Paula de Luque | Paula de Luque | 21 de julio de 2015       | 1.3                  |
| 3   | «Episodio 3»  | Paula de Luque | Paula de Luque | 28 de julio de 2015       | 1.0                  |
| 4   | «Episodio 4»  | Paula de Luque | Paula de Luque | 4 de agosto de 2015       | 0.5                  |
| 5   | «Episodio 5»  | Paula de Luque | Paula de Luque | 11 de agosto de 2015      | 1.3                  |
| 6   | «Episodio 6»  | Paula de Luque | Paula de Luque | 18 de agosto de 2015      | 1.0                  |
| 7   | «Episodio 7»  | Paula de Luque | Paula de Luque | 1 de septiembre de 2015   | 1.2                  |
| 8   | «Episodio 8»  | Paula de Luque | Paula de Luque | 8 de septiembre de 2015   | 0.9                  |
| 9   | «Episodio 9»  | Paula de Luque | Paula de Luque | 15 de septiembre de 2015  | 0.9                  |
| 10  | «Episodio 10» | Paula de Luque | Paula de Luque | 16 de septiembre de 2015  | 0.7                  |
| 11  | «Episodio 11» | Paula de Luque | Paula de Luque | 22 de septiembre de 2015  | 1.0                  |
| 12  | «Episodio 12» | Paula de Luque | Paula de Luque | 23 de septiembre de 2015  | 3.0                  |
| 13  | «Episodio 13» | Paula de Luque | Paula de Luque | 29 de septiembre de 2015  | 0.8                  |

## Premios y nominaciones
| Lista de premios y nominaciones | Lista de premios y nominaciones | Lista de premios y nominaciones       | Lista de premios y nominaciones | Lista de premios y nominaciones | Lista de premios y nominaciones | Lista de premios y nominaciones |
| Año                             | Organización                    | Categoría                             | Nominado/a (s)                  | Resultado                       | Ref(s)                          |                                 |
| ------------------------------- | ------------------------------- | ------------------------------------- | ------------------------------- | ------------------------------- | ------------------------------- | ------------------------------- |
| 2015                            | Premios Martín Fierro           | Mejor actor en unitario y/o miniserie | Daniel Fanego                   | Nominado                        | [ 18 ]                          |                                 |